# Dänische Badmintonmeisterschaft 1996
Die Dänische Badmintonmeisterschaft 1996 fand in Svendborg statt. Es war die 66. Austragung der nationalen Titelkämpfe im Badminton in Dänemark.

## Titelträger
| Disziplin    | Sieger                                                             |
| ------------ | ------------------------------------------------------------------ |
| Herreneinzel | Poul-Erik Høyer Larsen, Lillerød                                   |
| Dameneinzel  | Camilla Martin, Højbjerg BK                                        |
| Herrendoppel | Jon Holst-Christensen, Lillerød Thomas Lund, Kastrup-Magleby BK    |
| Damendoppel  | Lisbet Stuer-Lauridsen, Gentofte BK Marlene Thomsen, Skovshoved IF |
| Mixed        | Thomas Stavngaard Ann Jørgensen, Lillerød                          |